# Lewis Wing
Lewis Wing (Newton Aycliffe, 23 giugno 1995) è un calciatore inglese, centrocampista del Reading.

## Biografia
Suo cugino Jason Steele è a sua volta stato un calciatore professionista.

## Carriera
Wing è entrato da bambino nel settore giovanile del Darlington, da cui nel 2009, all'età di 14 anni, è stato svincolato per via della sua bassa statura; ha poi giocato per alcuni anni nelle giovanili dei semiprofessionisti del Brandon United, militanti in Northern Premier League (settima divisione inglese), con la cui prima squadra ha poi esordito all'età di 16 anni. Negli anni seguenti ha giocato per dei brevi periodi tra ottava e nona divisione con altri club, tra cui Newton Aycliffe (il club della sua omonima cittadina natale) ed Esh Winning. Successivamente ha anche giocato nella Division Two della Northern Premier League (nona divisione) con il Tow Law Town e, sempre nella medesima categoria, per il Seaham Red Star. Nel 2014 è per un breve periodo tornato al Darlington (che nel frattempo era sceso fin nella Division One della Northern Premier League, ovvero l'ottava divisione inglese) per giocarvi 2 partite, dopo le quali è immediatamente ritornato al Seaham Red Star, che grazie anche al suo determinante contributo nel 2015 ha vinto il campionato, venendo promosso in ottava divisione. Al termine di questa stagione si trasferisce poi allo Shildon, con cui nella stagione 2015-2016 vince la Division One della Northern Premier League (ottava divisione), rimanendo poi nel club anche nella stagione 2016-2017, trascorsa in settima divisione.
Nell'estate del 2017 Wing, all'età di 22 anni e dopo numerose stagioni trascorse nel calcio non-League, si trasferisce nella seconda divisione inglese al Middlesbrough, club con cui firma un contratto annuale per giocare nella formazione Under-23; in realtà l'attaccante viene poi fin da subito aggregato alla prima squadra del Boro, con cui esordisce il 24 agosto 2017 subentrando dalla panchina nella partita di Coppa di Lega vinta per 3-0 sul campo dello Scunthorpe Utd. Nel novembre del 2017, pur avendo giocato solamente un'ulteriore partita (tra l'altro ancora in Coppa di Lega), prolunga poi il suo contratto con il club biancorosso fino al termine della stagione 2018-2019. Il 5 gennaio 2018 viene poi ceduto in prestito fino a fine stagione allo Yeovil Town, club di quarta divisione, con cui gioca con buona regolarità mettendo a segno 3 reti in 20 partite di campionato giocate (più ulteriori 2 presenze senza reti in FA Cup. A fine stagione ritorna al Middlesbrough, con cui nella stagione 2018-2019 realizza 3 reti in 28 presenze in seconda divisione, categoria nella quale va invece in rete per 7 volte in 40 partite giocate nel corso della stagione 2019-2020. Nella stagione 2020-2021 segna invece 2 gol in 12 presenze, completando poi l'annata con un prestito al Rotherham Utd, altro club di seconda divisione, con il quale gioca 20 partite e segna 2 gol. Nella prima metà della stagione 2021-2022 gioca invece in prestito allo Sheffield Weds, con cui disputa 18 incontri senza mai segnare in terza divisione; nel gennaio del 2022 viene ceduto a titolo definitivo al Wycombe, altro club di terza divisione.

## Palmarès

### Club

#### Competizioni regionali
- Northern Premier League Division One: 1

Shildon: 2015-2016
- Northern Premier League Division Two: 1

Seaham Red Star: 2014-2015